# Lobelia
- Commons
- Wikispecies

Lobelia (vernacular, lobélia) é um gênero botânico pertencente à família Campanulaceae.

## Classificação do gênero
| Sistema | Classificação                      | Referência               |
| ------- | ---------------------------------- | ------------------------ |
| Linné   | Classe Syngenesia, ordem Monogamia | Species plantarum (1753) |